# قبرة هدهدية صغرى
القبرة الهدهدية الصغري (Alaemon hamertoni) هي نوع طائرة من فصيلة القبرة مستوطن في الصومال حيث موطنه الطبيعي هو الأراضي العشبية الجافة شبه الاستوائية أو الاستوائية.

## التصنيف والنظاميات
سُمّيت القبرة الهدهدية الصغرى أيضا باسم قبرة ويذربي .

### النويعات
يُميّز ثلاثة نويعات
- قبرة Warangeli الهدهدية الصغري (A. ح تغيير.) - Witherby ، 1905: وجدت في شمال وشمال شرق الصومال
- قبرة بوراو الهدهدية الصغرى ( A. h. tertius ) - Clarke ، S ، 1919 : وجدت في شمال غرب الصومال
- القبرة الهدهدية الصغري هامرتوني - ويذربي ، 1905 : وجدت في وسط الصومال